# انتخابات ریاست جمهوری جمهوری چک (۲۰۲۳)
انتخابات ریاست جمهوری جمهوری چک (۲۰۲۳) (انگلیسی :2023 Czech presidential election) در ژانویه ۲۰۲۳ برگزار گردید. میلوش زمان به دلیل محدودیت دو دوره، واجد شرایط نامزدی نبود.
در مرحله اول انتخابات که در ۱۳ و ۱۴ ژانویه برگزار شد. پتر پاول و آندری بابیش به عنوان دو نامزد اصلی دارای بیشترین رای بودند و به دور دوم راه یافتند.
دور دوم در ۲۷ و ۲۸ ژانویه برگزار شد. پاول در دور دوم مقابل رقیب خود بابیش با ۵۸ درصد آرا به عنوان رئیس‌جمهور منتخب جمهوری چک انتخاب شد. او در ۹ مارس، به جای میلوش زمان، دوره چهارساله ریاست‌جمهوری خود را آغاز خواهد کرد. بابیش شکست خود را پذیرفت و به پاول تبریک گفت. مشارکت رای‌دهندگان در دور دوم ۷۰ درصد بود که بالاترین میزان در انتخابات مستقیم ریاست‌جمهوری چک به‌شمار می‌رود.

## پیشینه

### قبل از ۲۰۲۰
گمانه زنی‌های اولیه در مورد انتخابات ۲۰۲۳ پس از اولین انتخابات مستقیم ریاست‌جمهوری در سال ۲۰۱۳ آغاز شد. لادیسلاو کابادا، دانشمند علوم سیاسی، گفت انتظار داشت رئیس‌جمهور جدید در زمان انتخاب شدنش در ۲۰۱۳ از میلوش زمان جوانتر باشد. چیری دینستبیر اغلب به عنوان یک نامزد بالقوه جناح چپ یاد می‌شد. کابادا از پتر فیالا به عنوان نامزد احتمالی جناح راست یاد کرد. همچنین گمانه زنی‌هایی وجود دارد که رهبر ANO ۲۰۱۱، آندری بابیش، که بعداً نخست‌وزیر جمهوری چک شد، ممکن است در سال ۲۰۲۳ نامزد ریاست‌جمهوری شود. در انتخابات قبلی در ژانویه ۲۰۱۸، زمان برای دومین و آخرین دوره خود انتخاب شد. پس از پیروزی زمان در سال ۲۰۱۸، گمانه زنی‌هایی وجود داشت که به دلیل سلامتی زمان، انتخابات بعدی ممکن است زودتر از سال ۲۰۲۳ برگزار شود. گمانه زنی‌ها در مورد جانشینان احتمالی زمان خیلی زود پس از انتخابات آغاز شد و کتابسازان واتسلاو کلاوس جونیور را به عنوان گزینه مورد علاقه در نظر گرفتند. بابیش اظهار داشت که حزب او نامزد خود را برای انتخابات آینده معرفی خواهد کرد.

### بعد از ۲۰۲۰
در ۱۸ اکتبر ۲۰۲۱، میلوش ویسترچیل، رئیس مجلس سنای جمهوری چک، اعلام کرد که نامه‌ای از بیمارستان نظامی مرکزی دریافت کرده‌است که برای انجام وظایف ریاست‌جمهوری نالایق اعلام شده‌است و برنامه‌هایی را برای اجرای ماده ۶۶ قانون اساسی در دستور دارد. برای برکناری موقت زمان از سمت خود. در پاسخ، سنا قصد خود را برای انتقال اختیارات قانون اساسی زمان به بابیش و رئیس مجلس نمایندگان، رادک ووندراچک، همچنین ANO ۲۰۱۱ اعلام کرد. با این حال، وی در ۲۷ نوامبر ۲۰۲۱ از بیمارستان مرخص شد و وظایف خود را از سر گرفت. بابیش در ۲۰ نوامبر ۲۰۲۱ اعلام کرد که در صورتی که حامیانش ۵۰۰۰۰ امضای لازم را جمع کنند، برای ریاست جمهوری نامزد خواهد شد. میلوسلاو اوندرا، تحلیلگر امنیتی، ابتکاری را برای انجام این کار آغاز کرد و در ۱ دسامبر ۲۰۲۱ شروع به جمع‌آوری امضا در ایستگاه مترو آندل نمود که به ۲۰۰ امضا رسید. به گفته آندا، او حدود ۵۰ ایستگاه تجمع در سراسر جمهوری چک داشت.